# Nämnden mot diskriminering
Nämnden mot diskriminering är en svensk statlig förvaltningsmyndighet under Arbetsmarknadsdepartementet. Nämnden prövar framställningar om vitesförelägganden enligt 4 kap. 5 § diskrimineringslagen (2008:567) och överklaganden av beslut om vitesförelägganden enligt 4 kap. 4 § samma lag. Förordningen (2008:1328) med instruktion för Nämnden mot diskriminering trädde i kraft den 1 januari 2009, samtidigt som diskrimineringslagen (2008:567).

## Historik
Nämnden mot diskriminering ersatte den tidigare Nämnden mot diskriminering, vars verksamhet reglerades i förordningen (2007:1032) med instruktion för Nämnden mot diskriminering. Nämnden ersatte också Jämställdhetsnämnden.
Enligt den tidigare myndighetsinstruktionen skulle Nämnden mot diskriminering pröva frågor om vitesföreläggande enligt 26 § lagen (1999:130) om åtgärder mot diskriminering i arbetslivet på grund av etnisk tillhörighet, religion eller annan trosuppfattning. Nämnden hade vidare i uppgift att pröva överklaganden enligt samma lag, samt lagen (1999:132) om förbud mot diskriminering i arbetslivet på grund av funktionshinder och lagen (1999:133) om förbud mot diskriminering i arbetslivet på grund av sexuell läggning.
Nämnden mot diskriminering skulle även ge Ombudsmannen mot etnisk diskriminering råd i principiellt viktiga frågor om tillämpningen av lagen (1999:131) om Ombudsmannen mot etnisk diskriminering och föreslå regeringen författningsändringar eller andra åtgärder ägnade att motverka etnisk diskriminering. Myndigheten Ombudsmannen mot etnisk diskriminerings uppgifter övertogs den 1 januari 2009 av Diskrimineringsombudsmannen.